# Wielgus (gromada)
Wielgus – dawna gromada, czyli najmniejsza jednostka podziału terytorialnego Polskiej Rzeczypospolitej Ludowej w latach 1954–1972.
Gromady, z gromadzkimi radami narodowymi (GRN) jako organami władzy najniższego stopnia na wsi, funkcjonowały od reformy reorganizującej administrację wiejską przeprowadzonej jesienią 1954 do momentu ich zniesienia z dniem 1 stycznia 1973, tym samym wypierając organizację gminną w latach 1954–1972.
Gromadę Wielgus z siedzibą GRN w Wielgusie utworzono – jako jedną z 8759 gromad na obszarze Polski – w powiecie pińczowskim w woj. kieleckim, na mocy uchwały nr 13h/54 WRN w Kielcach z dnia 29 września 1954. W skład jednostki weszły obszary dotychczasowych gromad Dalechowice, Łękawa, Marcinkowice, Krzyszkowice, Nagorzanki, Chruszczyna Wielka i Wielgus oraz przysiółek Chruszczyna Mała z dotychczasowej gromady Paśmiechy ze zniesionej gminy Nagórzany w tymże powiecie. Dla gromady ustalono 22 członków gromadzkiej rady narodowej.
1 stycznia 1956 gromada weszła w skład nowo utworzonego powiatu kazimierskiego w tymże województwie.
1 stycznia 1966 z gromady Wielgus wyłączono przysiółek Łyczaków włączając go do gromady Donatkowice.
1 stycznia 1969 do gromady Wielgus przyłączono wieś Pośmiechy ze zniesionej gromady Donosy.
Gromada przetrwała do końca 1972 roku, czyli do kolejnej reformy gminnej. 1 stycznia 1973 utworzono gminę Wielgus.